# Est 801 bis 840
Die Est 801 bis 840 waren Dampflokomotiven mit Schlepptender der französischen Chemins de fer de l’Est für den Schnellzugdienst, die mit Flaman-Kesseln ausgeführt waren. Sie trugen aufgrund der großen Wasserreserve den Spitznamen Chameau ‚Kamel‘.

## Geschichte
Nachdem Versuche mit einem Flaman-Kessel auf der Crampton-Lokomotive Nr. 604 und den aus der 500er Baureihe umgebauten Lokomotiven Nr. 508 und 509 positiv verlaufen waren, wurden zunächst die beiden Lokomotiven Nr. 508 und 509 auf Flaman-Kessel umgebaut, worauf die eine Serie der von Beginn an mit Flaman-Kesseln ausgerüsteten Lokomotiven folgte. Die 40 Lokomotiven wurden von der Zentralwerkstätten in Épernay gebaut und in den folgenden drei Losen geliefert:
| Betriebsnummer | Fabriknummer | Anzahl | Ablieferung |
| -------------- | ------------ | ------ | ----------- |
| 801–812        | 231–242      | 12     | 1891–1892   |
| 813–824        | 259–270      | 12     | 1893–1894   |
| 825–840        | 295–310      | 16     | 1895        |

Die Lokomotiven wurden vor den Schnellzügen Paris–Belfort–Mülhausen eingesetzt, die über die Gotthardbahn weiter nach Mailand oder Österreich fuhren, aber auch vor dem Paris-Reims-Express. Zum Schluss wurden die Lokomotiven in untergeordnete Dienste eingeteilt. Die letzte wurde 1922 ausgemustert.

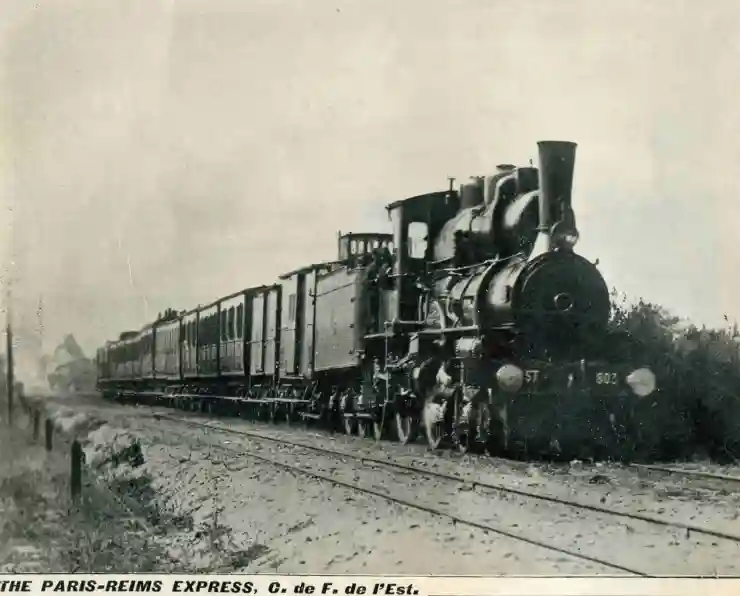
Paris–Reims-Express mit einer Lokomotive aus dem ersten Baulos
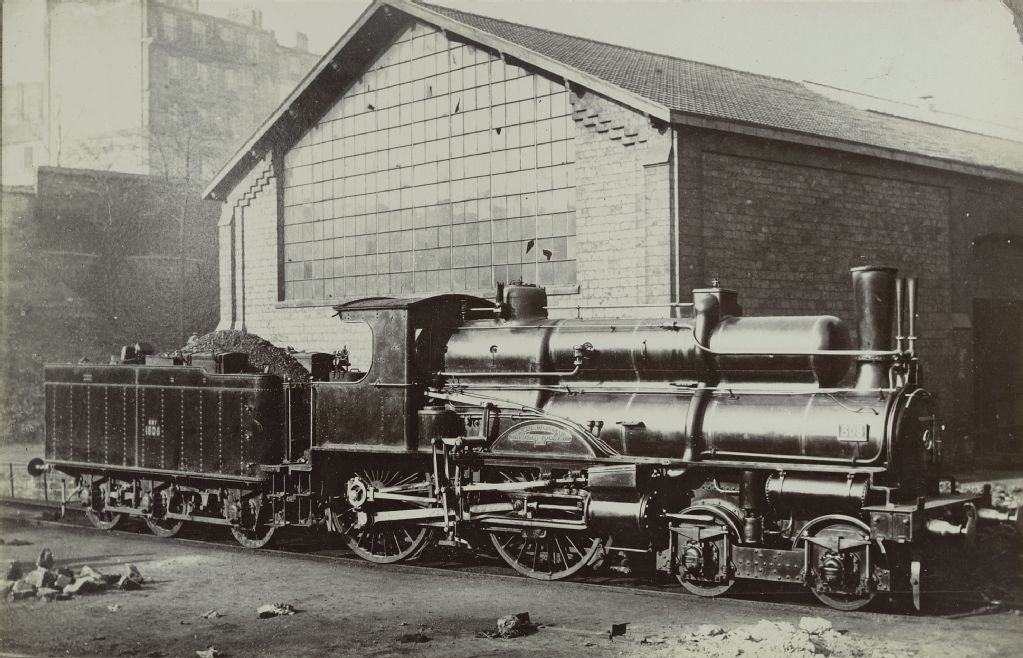
Lokomotive Nr. 808 vor den Werkstätten in Épernay

## Technik

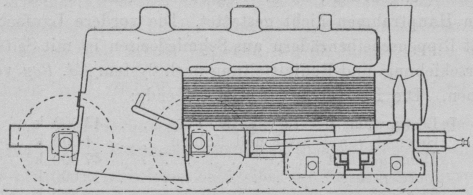
Prinzipschema des Flaman-Kessels

Die American-Lokomotiven waren mit für die damalige Zeit besonders leistungsfähigen Flaman-Kesseln ausgerüstet, die im Vergleich zu gewöhnlichen Kesseln eine fast doppelt so große Heizfläche aufwiesen. Während der untere, normale Langkessel mit einem Durchmesser von 1295 mm vollständig mit den 323 Heizrohren ausgefüllt war, befand sich darüber ein weiterer Kessel mit einem etwas kleineren Durchmesser von 850 mm. Der untere Kessel war mit dem oberen durch drei Rohren mit großem Querschnitt verbunden. Die hinteren Enden der beiden Kessel mündeten in den Stehkessel und hatten eine gemeinsame Rückwand. Die Feuerbüchse war mit einem Tembrink-Sieder ausgestattet. Der Kesseldruck betrug 12 bar.
Die Lokomotiven waren für die Beförderung von 600 t bei 20 km/h auf der Strecke Paris–Strasbourg mit einer Steigung von 8 ‰ ausgelegt. Auf dem Abschnitt Paris–Châlons konnten Schnellzüge von 210 bis 220 t eine Geschwindigkeit von 76 km/h, solche von 140 t eine Geschwindigkeit von 90 km/h erreichen. Die Strecke weist eine kurze Steigung von 6 ‰ und eine durchgehende Steigung von 3 ‰ auf.